# Épouville
Épouville est une commune française située dans le département de la Seine-Maritime en région Normandie.

## Géographie

### Description
Épouville se trouve à l'ouest de la Seine-Maritime. Elle se trouve entre Rolleville, Montivilliers (à l'ouest), Manéglise (à l'est) et Saint-Martin-du-Manoir (au sud).

### Communes limitrophes
| Rolleville    |                        |           |
| Montivilliers | Épouville              | Manéglise |
|               | Saint-Martin-du-Manoir |           |

### Géologie et relief
Le point le plus bas de la commune se trouve à une altitude d’environ 18 mètres et est localisé au sud-ouest, là où la Lézarde sort du territoire.
Le point le plus élevé se trouve 99 mètres, au nord-est de la commune.

### Hydrographie
La commune est située dans le bassin Seine-Normandie. Elle est drainée par la Lezarde,.
La Lézarde, d'une longueur de 14 km, prend sa source dans la commune de Saint-Martin-du-Bec et se jette  dans le canal de Tancarville à Gonfreville-l'Orcher, après avoir traversé sept communes. Les caractéristiques hydrologiques de la Lézarde sont données par la station hydrologique située sur la commune de Montivilliers. Le débit moyen mensuel est de 1,07 m3/s. Le débit moyen journalier maximum est de 7,82 m3/s, atteint lors de la crue du 1er juin 2003. Le débit instantané maximal est quant à lui de 12,9 m3/s, atteint le même jour.
Un plan d'eau complète le réseau hydrographique : le plan d'eau 1 de la commune de épouville (1,03 ha),.

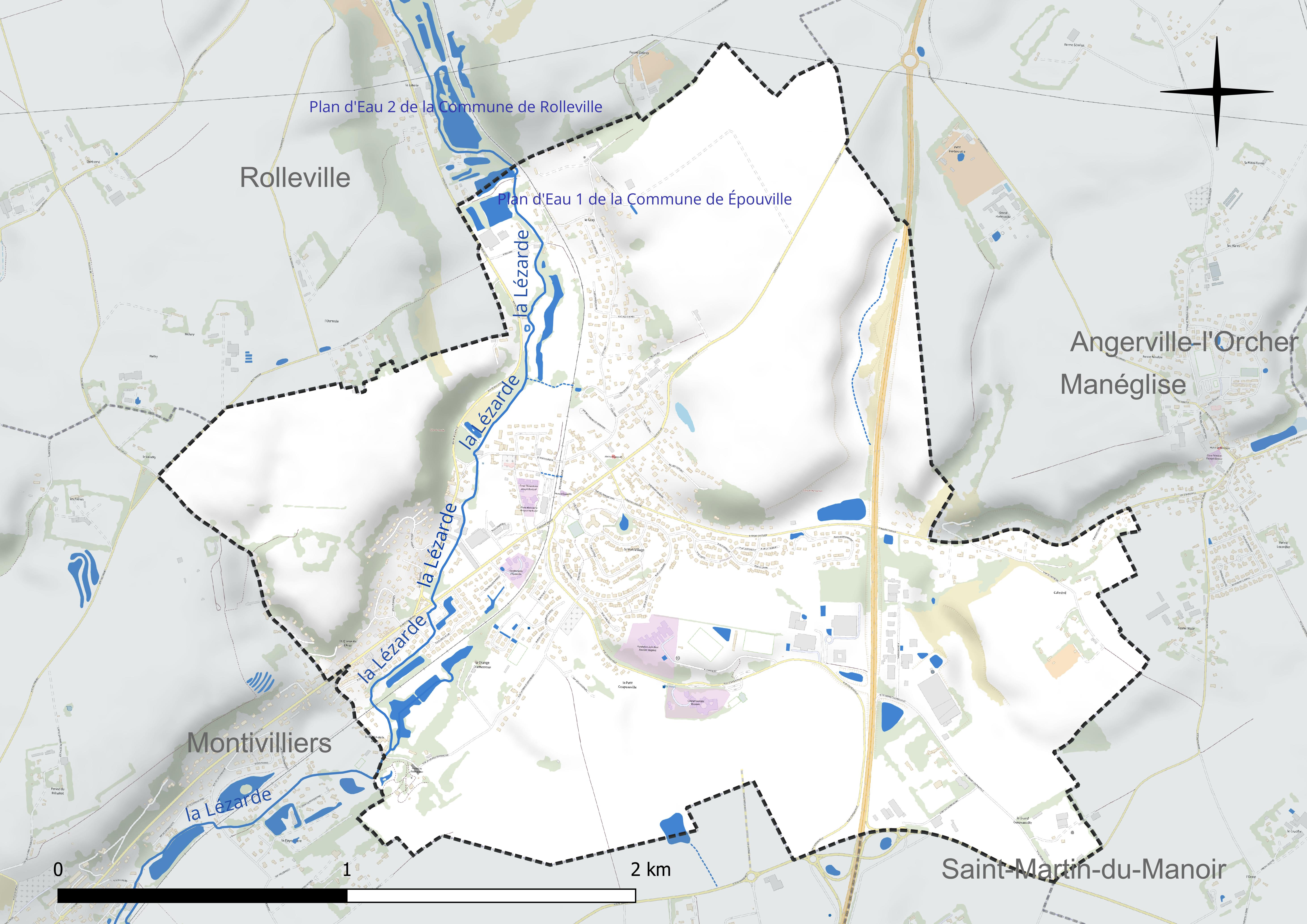
Réseau hydrographique d'Épouville.

### Climat
Pour des articles plus généraux, voir Climat de la Normandie et Climat de la Seine-Maritime.
En 2010, le climat de la commune est de type climat océanique franc, selon une étude du CNRS s'appuyant sur une série de données couvrant la période 1971-2000. En 2020, Météo-France publie une typologie des climats de la France métropolitaine dans laquelle la commune est exposée à un climat océanique et est dans la région climatique Côtes de la Manche orientale, caractérisée par un faible ensoleillement (1 550 h/an) ; forte humidité de l’air (plus de 20 h/jour avec humidité relative > 80 % en hiver), vents forts fréquents. Parallèlement le GIEC normand, un groupe régional d’experts sur le climat, différencie quant à lui, dans une étude de 2020, trois grands types de climats pour la région Normandie, nuancés à une échelle plus fine par les facteurs géographiques locaux. La commune est, selon ce zonage, exposée à un « climat maritime », correspondant au Pays de Caux, frais, humide et pluvieux, légèrement plus frais que dans le Cotentin.
Pour la période 1971-2000, la température annuelle moyenne est de 10,6 °C, avec une amplitude thermique annuelle de 12,5 °C. Le cumul annuel moyen de précipitations est de 930 mm, avec 12,9 jours de précipitations en janvier et 8,6 jours en juillet. Pour la période 1991-2020, la température moyenne annuelle observée sur la station météorologique la plus proche, située sur la commune de Octeville-sur-Mer à 8 km à vol d'oiseau, est de 11,5 °C et le cumul annuel moyen de précipitations est de 790,7 mm,. Pour l'avenir, les paramètres climatiques de la commune estimés pour 2050 selon différents scénarios d’émission de gaz à effet de serre sont consultables sur un site dédié publié par Météo-France en novembre 2022.

## Urbanisme

### Typologie
Au 1er janvier 2024, Épouville est catégorisée ceinture urbaine, selon la nouvelle grille communale de densité à sept niveaux définie par l'Insee en 2022.
Elle appartient à l'unité urbaine du Havre, une agglomération intra-départementale regroupant 18  communes, dont elle est une commune de la banlieue,,. Par ailleurs la commune fait partie de l'aire d'attraction du Havre, dont elle est une commune de la couronne,. Cette aire, qui regroupe 116 communes, est catégorisée dans les aires de 200 000 à moins de 700 000 habitants,.

### Occupation des sols
L'occupation des sols de la commune, telle qu'elle ressort de la base de données européenne d’occupation biophysique des sols Corine Land Cover (CLC), est marquée par l'importance des territoires agricoles (70,7 % en 2018), en diminution par rapport à 1990 (80,4 %). La répartition détaillée en 2018 est la suivante : 
terres arables (47,2 %), zones urbanisées (24,1 %), prairies (12,5 %), zones agricoles hétérogènes (11 %), zones industrielles ou commerciales et réseaux de communication (5,2 %). L'évolution de l’occupation des sols de la commune et de ses infrastructures peut être observée sur les différentes représentations cartographiques du territoire : la carte de Cassini (XVIIIe siècle), la carte d'état-major (1820-1866) et les cartes ou photos aériennes de l'IGN pour la période actuelle (1950 à aujourd'hui).

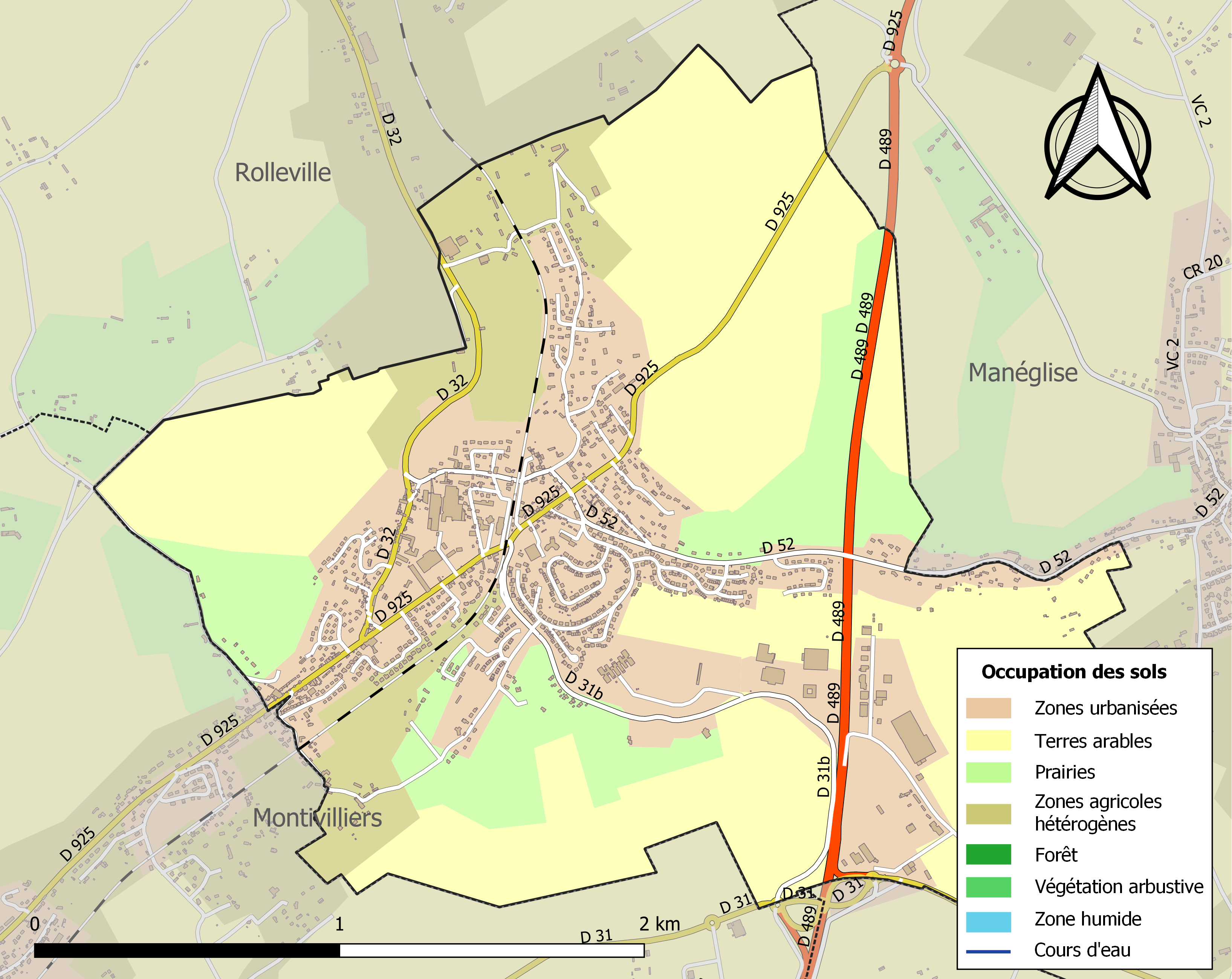
Carte des infrastructures et de l'occupation des sols de la commune en 2018 (CLC).

## Toponymie
La ville est citée sous les noms de Epouvilla; Espovilla et Espouvilla, Epouvillam et Espovilla en 1035; Espovillam en 1178.

## Histoire
Au cours de l'époque mérovingienne, un établissement humain existait autour du domaine de Gray. L'église du village fut bâtie au XIe siècle. D'autres témoignages médiévaux remontent au règne de Philippe Auguste. Au cours de l'époque moderne, le village est sous la domination des sires de Longueville qui rendaient la justice aux XVIe et XVIIe siècles. Épouville connut les ravages provoqués par les affrontements constants entre troupes rivales pendant les Guerres de Religion à la fin du XVIe siècle, ainsi que les passages de troupes que le bourg dut supporter pendant la Guerre de Sept Ans, en 1759. Le bourg garda tout au long de son histoire une vocation économique essentiellement agricole.

## Politique et administration

### Rattachements administratifs et électoraux
Épouville faisait historiquement partie de l'ancien canton de Montivilliers. Dans le cadre du redécoupage cantonal de 2014 en France, la commune fait désormais partie du canton d'Octeville-sur-Mer.

### Intercommunalité
La commune est membre de la Le Havre Seine Métropole, une Métropole (intercommunalité française), qui a succédé en 2019 à la communauté de l'agglomération havraise (CODAH), un établissement public de coopération intercommunale (EPCI) à fiscalité propre auquel la commune a transféré un certain nombre de ses compétences.

### Liste des maires
| Période                                  | Période                    | Identité                     | Étiquette | Qualité                                           |
| ---------------------------------------- | -------------------------- | ---------------------------- | --------- | ------------------------------------------------- |
| Les données manquantes sont à compléter. |                            |                              |           |                                                   |
| 1935                                     | 1945                       | Bernard Dairaine (1900-1976) |           | Directeur de société, ingénieur chimiste          |
| Les données manquantes sont à compléter. |                            |                              |           |                                                   |
| 1962                                     | juin 1995                  | Claude Evers                 | SE        |                                                   |
| juin 1995                                | mai 2020                   | Gilbert Conan                | DVD       | Retraité Vice-président de la CODAH (2014 → 2020) |
| mai 2020                                 | En cours (au 10 août 2020) | Christine Domain             | SE        | Juriste dans le domaine des opérations portuaires |

## Démographie
L'évolution du nombre d'habitants est connue à travers les recensements de la population effectués dans la commune depuis 1793. Pour les communes de moins de 10 000 habitants, une enquête de recensement portant sur toute la population est réalisée tous les cinq ans, les populations de référence des années intermédiaires étant quant à elles estimées par interpolation ou extrapolation. Pour la commune, le premier recensement exhaustif entrant dans le cadre du nouveau dispositif a été réalisé en 2005.

En 2022, la commune comptait 2 624 habitants, en évolution de −3,46 % par rapport à 2016 (Seine-Maritime : +0,35 %, France hors Mayotte : +2,11 %).
| 1793 | 1800 | 1806 | 1821 | 1831 | 1836 | 1841 | 1846 | 1851 |
| ---- | ---- | ---- | ---- | ---- | ---- | ---- | ---- | ---- |
| 519  | 400  | 562  | 641  | 675  | 613  | 614  | 574  | 621  |

| 1856 | 1861 | 1866 | 1872 | 1876 | 1881 | 1886 | 1891 | 1896 |
| ---- | ---- | ---- | ---- | ---- | ---- | ---- | ---- | ---- |
| 657  | 682  | 706  | 643  | 626  | 616  | 636  | 700  | 611  |

| 1901 | 1906 | 1911 | 1921 | 1926 | 1931 | 1936 | 1946  | 1954  |
| ---- | ---- | ---- | ---- | ---- | ---- | ---- | ----- | ----- |
| 655  | 728  | 780  | 909  | 804  | 958  | 885  | 1 160 | 1 168 |

| 1962  | 1968  | 1975  | 1982  | 1990  | 1999  | 2005  | 2006  | 2010  |
| ----- | ----- | ----- | ----- | ----- | ----- | ----- | ----- | ----- |
| 1 193 | 1 112 | 1 092 | 2 644 | 2 921 | 2 960 | 2 869 | 2 836 | 2 788 |

| 2015  | 2020  | 2022  | - | - | - | - | - | - |
| ----- | ----- | ----- | - | - | - | - | - | - |
| 2 738 | 2 638 | 2 624 | - | - | - | - | - | - |

## Culture locale et patrimoine

### Lieux et monuments

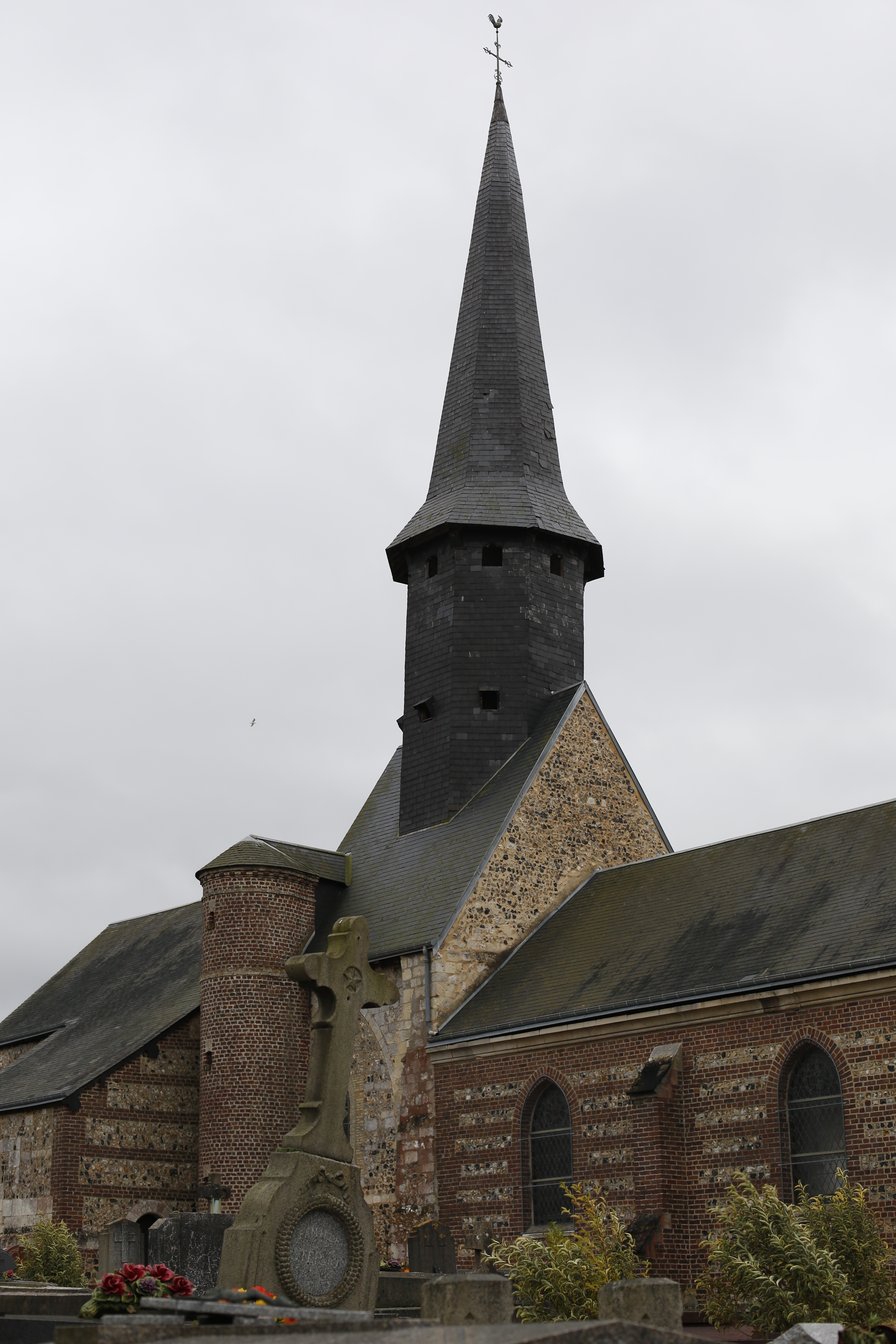
L'église Saint-Denis.

- L'église Saint-Denis (nef romane XIe siècle à modillons sculptés, clocher XIIe siècle, chœur XIIIe siècle ; cuve baptismale XIIe siècle et piscine XVIe siècle).
- Le château de Gray (reconstruit au XVIe siècle).
- Le manoir de Coupeauville.
- Le manoir de Préfontaine (Henri Jacquelin architecte)
- Les nombreux moulins.
- L'Auberge de la Queue du chien, fondée en 1702, située dans le hameau du même nom, tient son nom d'une légende voulant que l'aubergiste aurait coupé la queue du chien de son voisin et l'aurait accrochée à la porte de son auberge[29].
- La mairie.

### Sport
La commune abrite un club de football, l'US Épouville, qui évolue en Régional 3

### Héraldique
| Armes d'Épouville | Les armes de la commune d'Épouville se blasonnent ainsi : D'or au chevron de gueules chargé en cœur d'une fleur de lis du champ, accompagné en chef de deux molettes d'azur et en pointe d'une roue de moulin d'argent ; au chef d'azur chargé d'un lézard d'argent de profil, la queue rabattue. |